# Ernobius tenuicornis
Ernobius tenuicornis är en skalbaggsart som beskrevs av Leconte 1865. Ernobius tenuicornis ingår i släktet Ernobius och familjen trägnagare. Inga underarter finns listade i Catalogue of Life.